# Мосталыгин, Григорий Петрович
Григорий Петрович Мосталыгин (27 декабря 1925, Толстовка, Самарская губерния — 10 января 2007, Курган) — кандидат технических наук, профессор, Заслуженный машиностроитель РСФСР, Почётный работник высшего профессионального образования Российской Федерации. Ректор Курганского машиностроительного института (1970—1986).

## Биография
Григорий Петрович Мосталыгин родился 27 декабря 1925 года в селе Толстовка Екатериновской волости Самарского уезда Самарской губернии РСФСР, ныне село входит в Сельское поселение Купино Безенчукского района Самарской области.
Отец, Пётр Григорьевич Мосталыгин, с семьёй переехал в Москву, где учился в Московском авиационном институте, а затем работал в авиационной промышленности. В связи с началом Великой Отечественной войны эвакуирован в Свердловск и назначен директором строящегося завода № 28 («Пневмостроймашина»). Григорий учился в одной из московских школ. 
С мая 1942 по 1944 год работал токарем на заводе № 28 в городе Свердловске. С 1945 года учился и в 1950 году окончил Уральский политехнический институт. После окончания института работал технологом, заместителем начальника цеха на заводе имени М. И. Калинина. С 1953 года — аспирант, с 1956 года — ассистент, старший преподаватель, доцент, заведующий кафедрой «Технология металлов» Уральского политехнического института.
С 1959 года член КПСС.
В 1960—1995 годах работал в Курганском машиностроительном институте: в 1960—1966 годах проректор по учебной и научной работе, в 1966—1970 годах заведующий кафедрой «Технология металлов», с 1970 по ноябрь 1986 года был ректором института, в 1986—1991 годах заведующий кафедрой «Технология машиностроения», с 1991 года профессор кафедры «Технология машиностроения» КМИ, с 1995 года по 2006 год работал профессором кафедры «Технология машиностроения» Курганского государственного университета, с 2006 года – профессор кафедры «Стандартизация, сертификация и управление качеством»
Курганского государственного университета.
Григорий Петрович участвовал в проведении научно-исследовательских работ, направленных на совершенствование технологических процессов изготовления деталей машин, более пятидесяти его работ были внедрены в производство на предприятиях Минхимпрома и на Курганском заводе колесных тягачей.
Является автором более 170 печатных работ, 7 изобретений и 4 учебных пособий, среди них учебник «Технология машиностроения».
Был избран депутатом Курганского городского Совета народных депутатов, членом Курганского обкома и горкома КПСС, членом Курганской областной ревизионной комиссии КПСС, председателем совета ректоров вузов Курганской области.
Академик Международной академии наук экологии и безопасности жизнедеятельности.
Григорий Петрович Мосталыгин скончался 10 января 2007 года, похоронен на кладбище села Кетово Кетовского сельсовета Кетовского района Курганской области, ныне село — административный центр Кетовского муниципального округа той же области.

## Награды
- Заслуженный машиностроитель РСФСР
- Орден Дружбы
- Орден «Знак Почёта»
- 6 медалей, в т.ч.:
  - Медаль «За доблестный труд в Великой Отечественной войне 1941—1945 гг.»
- Почётная грамота Президиума Верховного Совета РСФСР
- Нагрудный знак «Изобретатель СССР»
- Нагрудный знак Минвуза «За отличные успехи в работе»
- Нагрудный знак «Почётный работник высшего профессионального образования Российской Федерации»
- Почётный гражданин Курганской области, 8 июня 2004 года
- Почётные грамоты Министерства высшего и среднего специального образования РСФСР, Министерства образования Российской Федерации
- Почётная грамота президиума ВЦСПС, дважды
- Почётные грамоты Администрации Курганской области
- Почётная грамота Курганской областной Думы, 2003 год[4]
- Звание «Почётный выпускник Уральского государственного технического университета»

## Память
В память о Г. П. Мосталыгине была открыта мемориальная доска на здании корпуса «Б» Курганского государственного университета, 16 декабря 2011 года, установлена во исполнение Решения Курганской городской Думы от 15.06.2011 № 131.

## Семья
- Отец Пётр Григорьевич Мосталыгин, директор завода № 28 (ныне «Пневмостроймашина»), город Свердловск, производство металлических винтов-пропеллеров для авиационной техники
- Мать Александра Федосеевна
  - Сестра Зоя
- Жена Евлампия Григорьевна (3 октября 1926, Алапаевск — 27 сентября 2013, Курган), врач акушер-гинеколог
  - Сын Александр (род. 18 февраля 1951), кандидат технических наук, доцент кафедры инноватики и менеджмента качества ФГБОУ ВПО «Курганский государственный университет»